# 彼奇湖

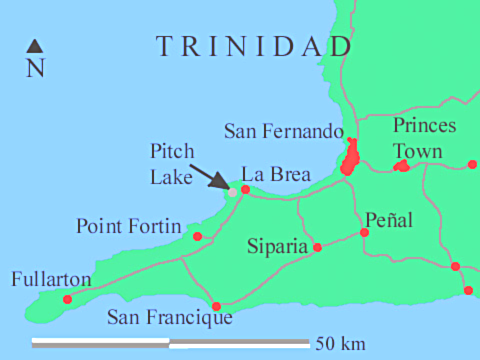
彼奇湖的位置

彼奇湖，又名沥青湖，是位於加勒比海的特立尼达岛的西南隅的一座天然沥青矿。该湖面積大約有47公頃，深约90公尺。
彼奇湖的起源是與深斷層有關 加勒比板塊在下面的隱沒帶與巴貝多弧有關。這個湖沒被廣泛研究，但是據說這個湖是在兩個斷層的交界，讓沉積在深層的瀝青被擠壓上來。1870年，英国开始开采当地的沥青，1978年，特立尼达和多巴哥政府将其收归国有:1255。